# Alexander Stadler
Alexander Stadler (* 16. Oktober 1999 in Heidelberg) ist ein deutscher Hockeyspieler. Er wurde 2021 Europameisterschaftszweiter und 2023 Weltmeister.

## Sportliche Karriere
Alexander Stadler spielt als Torhüter beim TSV Mannheim. Er war auch schon beim HC Heidelberg und beim HC ’s-Hertogenbosch in den Niederlanden.
Von 2014 bis 2019 nahm er an 53 Länderspielen in den verschiedenen Altersklassen im Junioren-Bereich teil. Seine größten Erfolge waren der erste Platz bei den U18-Europameisterschaften 2016 sowie der dritte Platz 2017 und der erste Platz 2019 bei den Junioreneuropameisterschaften.
2018 debütierte Alexander Stadler in der Nationalmannschaft. Bei der Halleneuropameisterschaft 2018 in Antwerpen gewann die deutsche Mannschaft die Bronzemedaille. Stadler war bei diesem Turnier Ersatztorwart hinter Niklas Garst. 2020 lösten sich im Tor der deutschen Nationalmannschaft Mark Appel, Victor Aly und Alexander Stadler ab. 2021 bei der Europameisterschaft in Amstelveen erreichte die deutsche Mannschaft durch einen 3:2-Halbfinalsieg über das englische Team das Finale, dort unterlag die Mannschaft den Niederländern im Shootout. Bei diesem Turnier war Stadler Stammtorhüter und Aly der Ersatzmann. Bei den Olympischen Spielen in Tokio belegten die Deutschen den zweiten Platz in ihrer Vorrundengruppe. Nach ihrer Halbfinalniederlage gegen die Australier verloren die Deutschen das Spiel um den dritten Platz mit 4:5 gegen die indische Mannschaft. Bei der Weltmeisterschaft 2023 in Bhubaneswar stand Stadler in allen sieben Partien im Tor. Bei den beiden Shootouts rückte für ihn Jean-Paul Danneberg ins Tor, so auch im Finale gegen Belgien. Deutschland wurde im Shootout Weltmeister. Bei der Europameisterschaft 2023 in Mönchengladbach verlor die deutsche Mannschaft im Spiel um Bronze gegen die Belgier mit 0:2. Stadler wirkte nur in einem Spiel mit, Danneberg war Stammtorhüter.
Insgesamt bestritt Stadler bis zum 15. Juni 2024 58 Länderspiele, davon 2 in der Halle.